# Ana Marta González
Ana Marta González González (Orense, 23 de octubre de 1969) es una profesora y filósofa española. Su investigación se centra en los fundamentos éticos y la relación entre la filosofía moral y las ciencias sociales.

## Biografía
Se doctoró en Filosofía por la Universidad de Navarra (1997) con premio extraordinario por la tesis Secundum naturam. La naturaleza como principio de moralidad en Tomás de Aquino, que fue dirigida por Alejandro Llano Cifuentes. Completó su formación gracias a una beca Fulbright (2002) con la que realizó una investigación postdoctoral en la Universidad de Harvard, sobre "Naturaleza, cultura y moralidad en la filosofía práctica de Kant".
Desde 2010 es investigadora principal del grupo de investigación interdisciplinar Cultura emocional e identidad: Diagnóstico de las sociedades contemporáneas desde el prisma de las emociones, en el Instituto Cultura y Sociedad, perteneciente a la Universidad de Navarra, y del que fue directora científica entre 2012 y 2019.
Es catedrática de Filosofía Moral en el Departamento de Filosofía de la Universidad de Navarra y directora académica de la línea Culture & Lifestyles del Social Trends Institute.  

## Asociaciones a las que pertenece
- Miembro correspondiente de la Pontificia Academia de Tomás de Aquino (2003).[10]
- Miembro de la Pontificia Academia de Ciencias Sociales (2016), nombrada por el papa Francisco.[11][12]

## Obra
Ha escrito numerosos artículos en revistas especializadas y libros sobre filosofía, ética y sociedad.

### Libros
- González, Ana Marta (1996). Naturaleza y dignidad : un estudio desde Robert Spaemann. EUNSA. ISBN 84-313-1412-5. OCLC 35008635.
- González, Ana Marta (1998). Moral, razón y naturaleza : una investigación sobre Tomás de Aquino. Ediciones Universidad de Navarra. ISBN 84-313-1581-4. OCLC 38896404.
- González, Ana Marta (1999). Expertos en sobrevivir : ensayos ético-políticos (1. ed edición). EUNSA, Ediciones Universidad de Navarra. ISBN 84-313-1731-0. OCLC 42933068.
- González, Ana Marta (2000). En busca de la naturaleza perdida : estudios de bioética fundamental. Ediciones Universidad de Navarra. ISBN 84-313-1820-1. OCLC 45385433.
- González, Ana Marta, Seidler, Victor (2008). Gender identities in a globalized world. Humanities Press. ISBN 9781591026747. OCLC 954952919.
- González, Ana Marta (2006). Claves de ley natural. Ediciones Rialp. ISBN 84-321-3580-1. OCLC 70766694.
- González, Ana Marta (2006). Moral, razón y naturaleza : una investigación sobre Tomás de Aquino (Segunda actualizada, edición). ISBN 978-84-313-2357-8. OCLC 903969748.
- González González, Ana Marta; García Martínez, Alejandro Néstor (2007). Distinción social y moda. EUNSA. ISBN 9788431324452. OCLC 847484004.
- González, Ana Marta (2008). Contemporary perspectives on natural law : natural law as a limiting concept. Ashgate. ISBN 978-0-7546-9299-7. OCLC 460042505.
- González, Ana Marta (2009). La ética explorada. Ediciones Universidad de Navarra. ISBN 978-84-313-2651-7. OCLC 441761819.
- González, Ana Marta (2009). Ficción e identidad : ensayos de cultura postmoderna. Rialp. ISBN 978-84-321-3728-0. OCLC 934287581.
- González, Ana Marta; Vigo, Alejandro G. (2010). Practical rationality. Scope and structures of human agency. Georg Olms Verlag. ISBN 9783487143309 3487143305. OCLC 643741759
- González, Ana Marta (2011). Culture as Mediation. Kant on nature, culture and morality. Georg Olms Verlag. ISBN 9783487145532 3487145537. OCLC 712113228
- González, Ana Marta & Bovone, Laura (2012). Identities through fashion. An interdisciplinary approach. Berg. ISBN 9780857850584 085785058X. OCLC 1028017701.
- González, Ana Marta (2013). The emotions and cultural analysis. Ashgate. ISBN 1409453189 9781409453185. OCLC 984788453.
- González, Ana Marta (2013). Sociedad civil y normatividad : la teoría social de David Hume. Dykinson. ISBN 9788490316085 8490316082 OCLC 963749935
- González, Ana Marta; Iffland, Craig (2014). Care professions and globalization. Theoretical and practical perspectives. ISBN 978-1-349-47956-6 978-1-137-37648-0. OCLC 7335430458
- González, Ana Marta (2015). Margaret S. Archer sobre cultura y socialización en la modernidad tardía.. EUNSA. ISBN 978-1-5129-5848-5. OCLC 1054062953.
- González, Ana Marta (2016). La articulación ética de la vida social. Comares. ISBN 978-84-9045-387-2. OCLC 951089747.
- González, Ana Marta; Davis, Joseph E. (2016). To fix or to heal: patient care, public health and the limits of biomedicine. New York University Press. ISBN 9781479884155 1479884154; OCLC 992502504.
- González, Ana Marta; Vigo, Alejandro G. (2019).  Gefühl, Identität im Anschluß an Kant//Reflection, emotion, identity from Kant onwards. Duncker&Humblot. ISBN 9783428157785 3428157788 9783428157784 9783428157783. OCLC 1112092516
- González, Ana Marta (2021). Kant on culture, happiness and civilization. Palgrave. ISBN 9783030664688 3030664686. OCLC 1246512815
- González, Ana Marta (2021). El claroscuro catalán. Nación, emociones e identidad en el proceso independentista. Rialp. ISBN 9788432154263 8432154261. OCLC 1286242071
- González, Ana Marta (2021). Descubrir el nombre : Subjetividad, Identidad y Socialidad. Comares. ISBN 978-84-1369-123-7. OCLC 1245845268.
- González, Ana Marta (2021). Kant on Culture, Happiness and Civilization, Palgrave MacMillan. ISBN:978-3-030-66467-1.
- González, Ana Marta (2021). Culture, Education, and Social Theory in Kant's thought. Kargadan Publishing House. ISBN 948-622-642071-6
- González, Ana Marta (2022). El deseo de saber. Formación intelectual y cultura emocional. Rialp. ISBN 978-84-321-6224-4
- González, Ana Marta (2023). Trabajo, sentido y desarrollo. Inflexiones de la cultura moderna. Dykinson. ISBN 9788411703802.
- González, Ana Marta (2025). Gramática de la vida moral. Curso de ética. Eunsa. ISBN: 9788431339906.